# Garuckai
Garuckai – wieś na Litwie, w okręgu poniewieskim, w rejonie poniewieskim. Według danych z 2011 roku wieś była zamieszkiwana przez 313 osób.